# Waręż (gmina)
Waręż (1934–39 Waręż Miasto; od 1951 Hulcze) – dawna gmina wiejska istniejąca w latach 1934–1951 w woj. lwowskim/lubelskim. Siedzibą gminy był Waręż (obecnie wieś na Ukrainie; Варяж).
Gmina zbiorowa Waręż Miasto została utworzona 1 sierpnia 1934 roku w powiecie sokalskim w woj. lwowskim z dotychczasowych jednostkowych gmin (wsi): Dłużniów (P), Horodyszcze Waręskie (P), Hulcze (P), Kościaszyn (P), Leszczków (U), Liwcze (P), Liski (P), Łubów (U), Przewodów (P), Rusin (U), Sulimów (P), Waręż Miasto (U), Waręż Wieś (U), Winniki (Pn) i Żniatyn (P).
Podczas wojny włączona przez władze hitlerowskie do Landkreis Hrubieszów w dystrykcie lubelskim (GG). W 1943 roku gmina składała się z 19 gromad: Chochłów (P), Dłużniów, Horodyszcze, Hulcze, Korków (Un), Kościaszyn, Leszczków, Liski, Liwcze, Łubów, Polanka (Un), Przewodów, Rusin, Sulimów, Kolonia Sulimów (P), Waręż, Waręż-Wieś, Winniki i Żniatyn. W stosunku do składu gminy sprzed wojny powiększył się o cztery wyodrębnione gromady (Chochłów, Korków, Polanka i Kolonia Sulimów).
W 1944 roku administracja polska utrzymała przynależność gminy do reaktywowanego powiatu hrubieszowskiego (woj. lubelskie). Gmina została zniesiona w dniu 26 listopada 1951 roku w związku z przeniesieniem siedziby z Waręża do Hulcza i zmianą nazwy jednostki na gmina Hulcze. Przyczyną tego manewru było odstąpienie Związkowi Radzieckiemu części terytorium gminy Waręż (co prawda mniejszej, lecz z położoną w niej siedzibą Warężem) w ramach umowy o zmianie granic z 1951 roku. W granicach Polski pozostał także niewielki północno-wschodni skrawek Waręża, który włączono do gminy Dołhobyczów. Widoczny jest on nadal w operacie katastralnym i stanowi eksklawę Oszczowa-Kolonii.
W lipcu 1952 roku nowa gmina Hulcze składała się z 10 gromad.